# Лиска (Дугопоље)
Лиска је насељено место у саставу општине Дугопоље, Сплитско-далматинска жупанија, Република Хрватска.

## Историја
До територијалне реорганизације у Хрватској налазила се у саставу старе општине Солин.

## Становништво
На попису становништва 2011. године, Лиска је имала 56 становника.
| Број становника по пописима | Број становника по пописима | Број становника по пописима | Број становника по пописима | Број становника по пописима | Број становника по пописима | Број становника по пописима | Број становника по пописима | Број становника по пописима | Број становника по пописима | Број становника по пописима | Број становника по пописима | Број становника по пописима | Број становника по пописима | Број становника по пописима | Број становника по пописима |
| --------------------------- | --------------------------- | --------------------------- | --------------------------- | --------------------------- | --------------------------- | --------------------------- | --------------------------- | --------------------------- | --------------------------- | --------------------------- | --------------------------- | --------------------------- | --------------------------- | --------------------------- | --------------------------- |
| 1857                        | 1869                        | 1880                        | 1890                        | 1900                        | 1910                        | 1921                        | 1931                        | 1948                        | 1953                        | 1961                        | 1971                        | 1981                        | 1991                        | 2001                        | 2011                        |
| 0                           | 0                           | 53                          | 65                          | 106                         | 130                         | 0                           | 0                           | 121                         | 128                         | 139                         | 139                         | 119                         | 79                          | 64                          | 56                          |

Напомена: У 1991. смањено за део подручја који је припојен насељу Биско (град Триљ), за које и садржи део података до 1981. У 1890. и 1900. исказивано под именом Лисак. У 1857, 1869, 1921. и 1931. подаци су садржани у насељу Котленице. Од 1880. до 1910. исказивано као део насеља.

### Попис1991.
На попису становништва 1991. године, насељено место Лиска је имало 79 становника, следећег националног састава:
| Попис 1991.‍ | Попис 1991.‍ | Попис 1991.‍ | Попис 1991.‍ | Попис 1991.‍ |
| ----------- | ----------- | ----------- | ----------- | ----------- |
|             |             |             |             |             |
| Хрвати      | Хрвати      |             | 79          | 100%        |
| укупно: 79  |             |             |             |             |